# چلتنهام، استرالیای جنوبی
چلتنهام (به انگلیسی: Cheltenham) یک حومه شهر در استرالیا است که در استرالیای جنوبی واقع شده‌است.